# Eucera numida
Eucera numida är en biart som beskrevs av Amédée Louis Michel Lepeletier 1841. Eucera numida ingår i släktet långhornsbin, och familjen långtungebin. Inga underarter finns listade i Catalogue of Life.